# 東四盟
東四盟（とうよんめい、ひがしよんめい）は、清朝時代の史書『皇朝藩部要略』に現れる清朝に服属したモンゴル人や満州人の種族別自治地域「盟（アイマク）」のうち、後に日本による満州国に組み入まれた4つの地域、すなわちジョーオダ盟、ジェリム盟、ヒンガン盟、フルンボイル盟地域を指す。
内蒙古とされていた地域に存在し、現代の中華人民共和国内モンゴル自治区の東北部にその版図がほぼ含まれる。
| 東四盟                       | 現代の地域     |
| ---------------------------- | -------------- |
| ジョーオダ盟（昭烏達盟）     | 赤峰市         |
| ジェリム盟（哲里木盟）       | 通遼市         |
| ヒンガン盟（興安盟）         | ヒンガン盟     |
| フルンボイル盟（呼倫貝爾盟） | フルンボイル市 |

現代の中国でこの地域は「東四盟市」や「三市一盟」と呼ばれることがあるが、日本において出版される、歴史を描いた書物に現れる表現の「東四盟」とは同義ではない。また満州国時代のエリアと完全合致しているわけでもない。

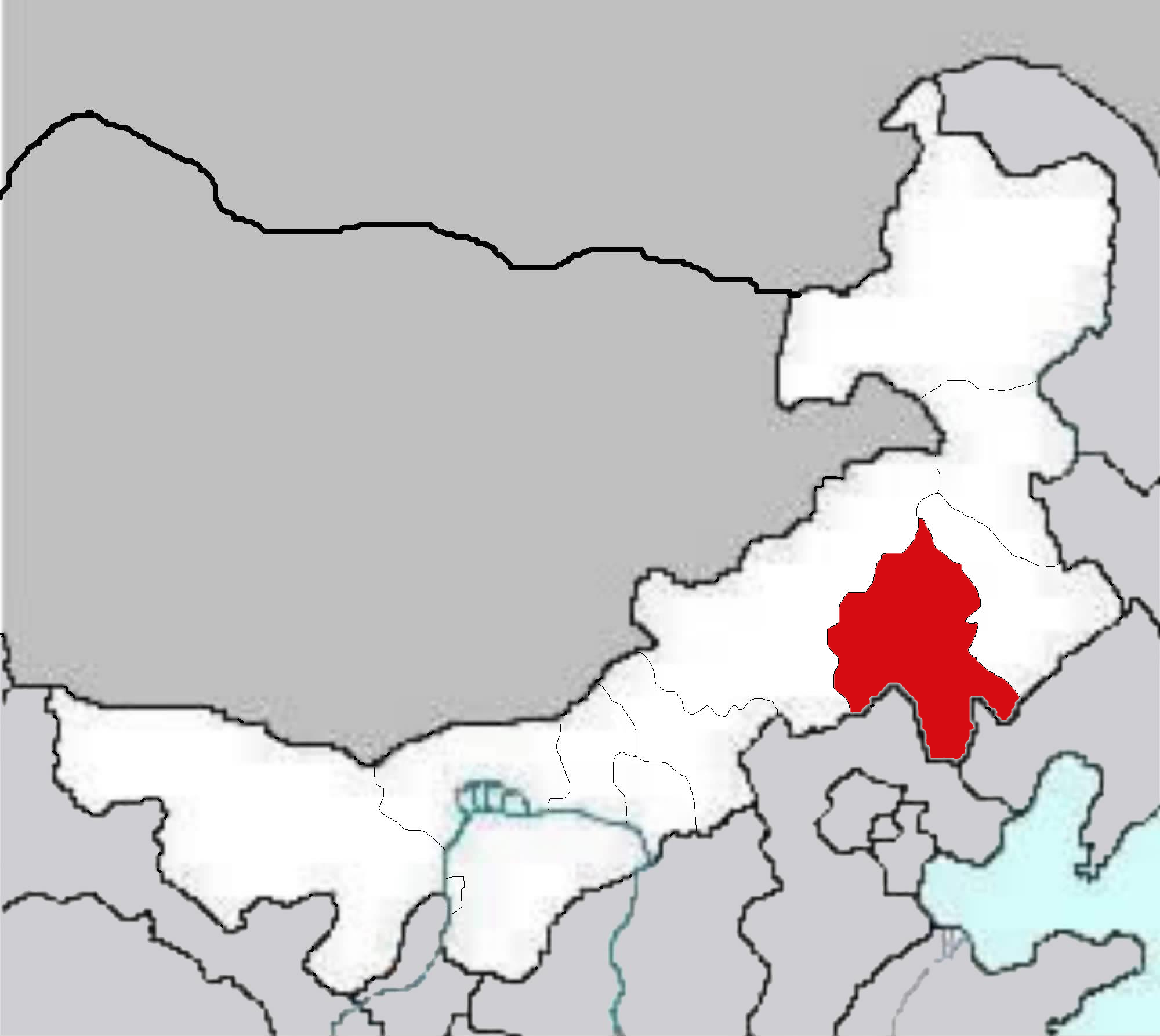
赤峰市
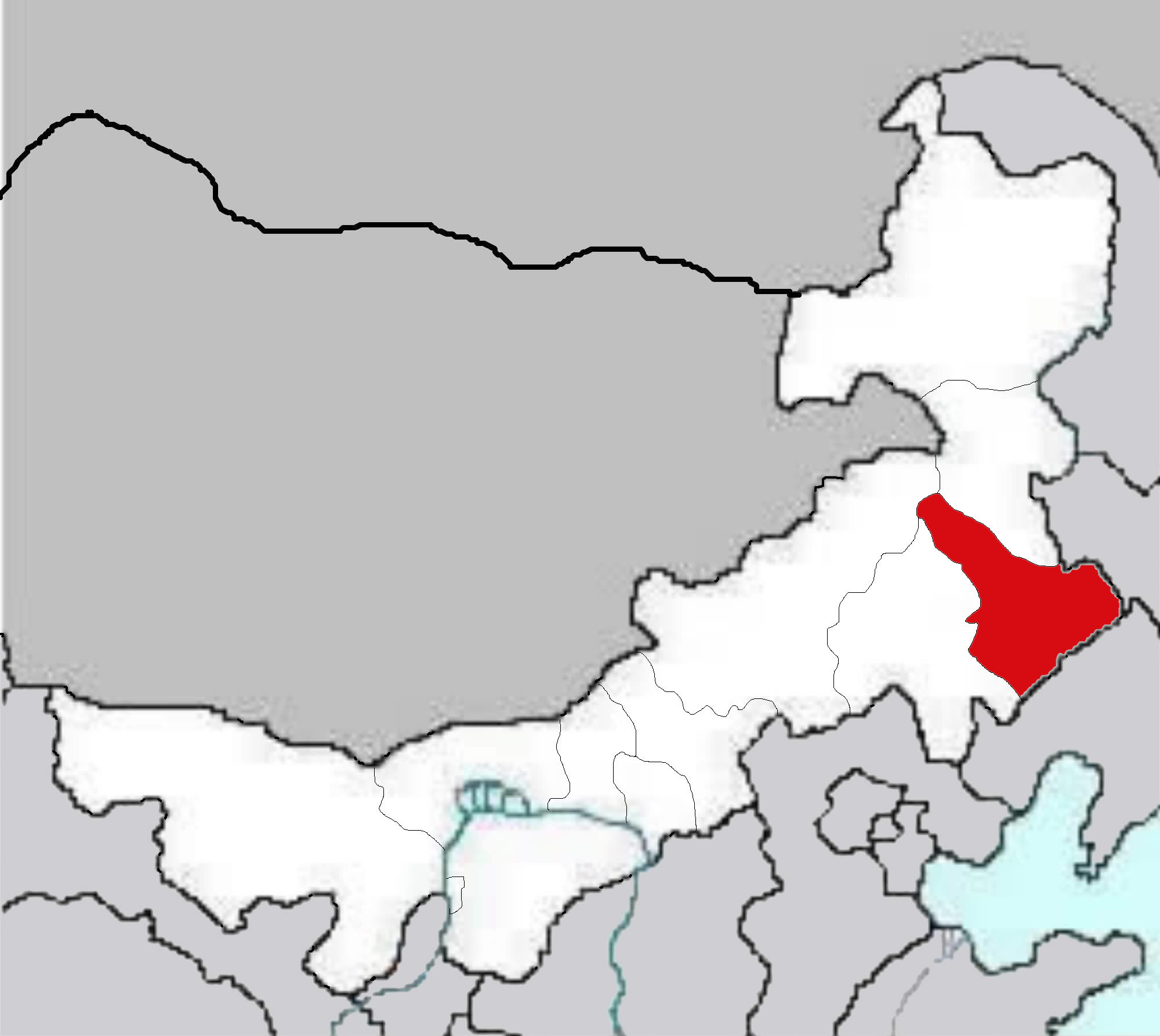
通遼市
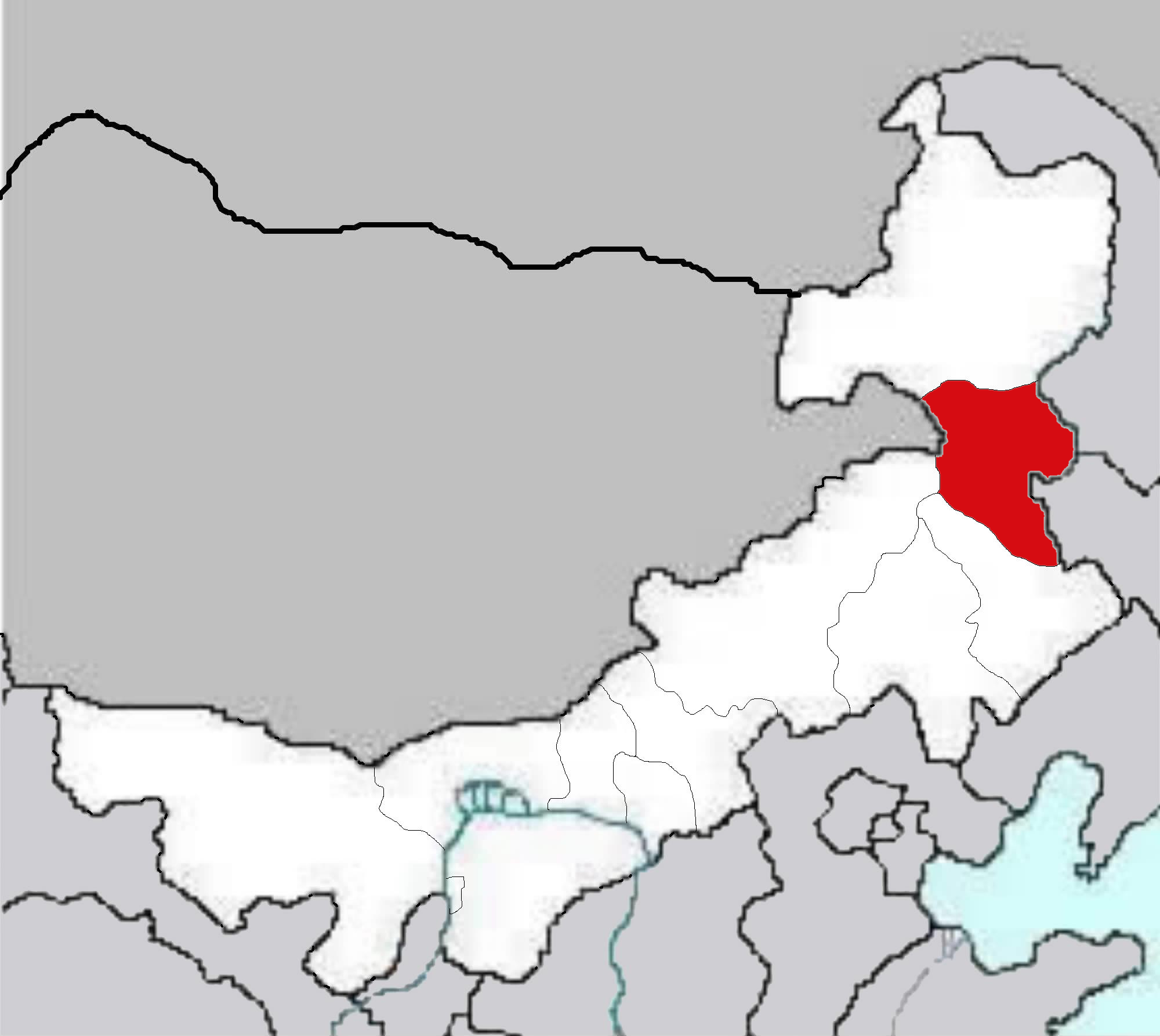
ヒンガン盟
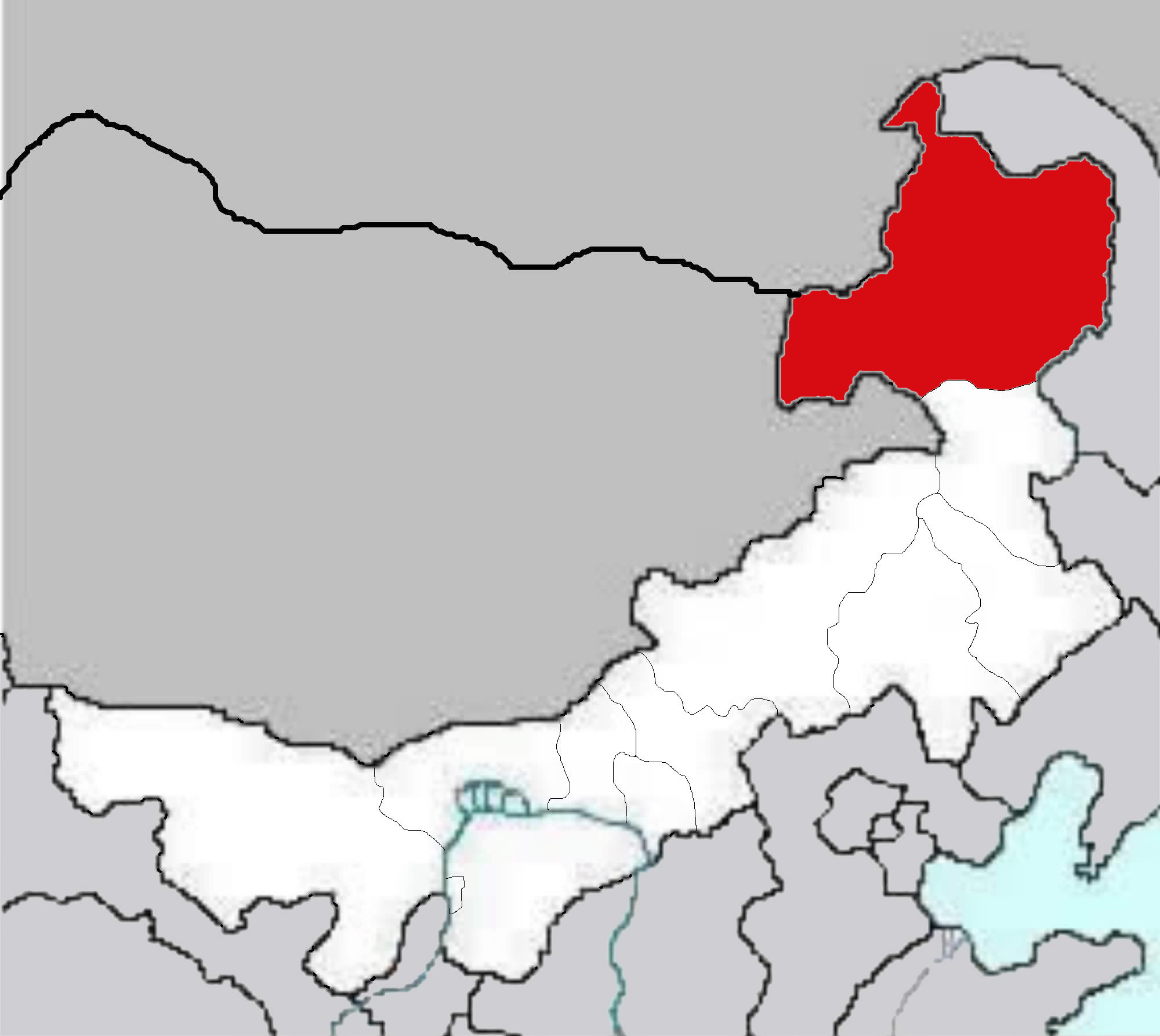
フルンボイル市